# Гимназия № 1 (Салават)
Гимназия № 1 — муниципальное бюджетное общеобразовательное учреждение г. Салавата с профилизацией старших классов по социально-гуманитарному и физико-математическому направлению, а также с углубленным изучением английского языка с 1 по 11 класс, изучением второго иностранного языка (французского, немецкого) с 5 класса, изучением информатики с 1 класса.
В 2013 году вошла в список «500 лучших школ России».

## История школы
Гимназия № 1 (бывшая школа № 6) была основана 21.10.1954 г. Коллектив Гимназии в разные годы возглавляли: Голощапов Е. А., Матвеев В. М., Степаненко Е. И., Васюткина Т. В., Хуснуллина Г. К., Тютюнник И. В., Давыдова Л. В.
С самого своего основания эта гимназия была единственным учебным заведением в городе с углубленным изучением иностранных языков. Часть предметов также изучалась на иностранном языке.

## Школа сегодня
Общее количество педагогов школы составляет 58 человек. Из них совместителей — 3 человека. Высшую квалификационную категорию имеют 67 %. Имеют почётные звания 16 %.
Гимназия ориентирована на углубленное изучение предметов социально-гуманитарного цикла (история, обществознание, русский язык, литература, право, иностранные языки) и физико-математического направления (алгебра, геометрия, физика, химия, биология). Победителями ПНПО РФ (приоритетных национальных проектов Российской Федерации) являются 4 человека.
В школе обучается 750 человек. В 2011 году ученица Алина Сулейманова стала победителем заключительного этапа Всероссийской олимпиады школьников по истории, ученик Альберт Шайхутдинов-призером заключительного этапа Всероссийской олимпиады школьников по астрономии.
В 2013 г. призерами заключительного этапа Всероссийской олимпиады школьников стали ученицы Сулейманова Элина и Киселева Алена

## Интересные факты

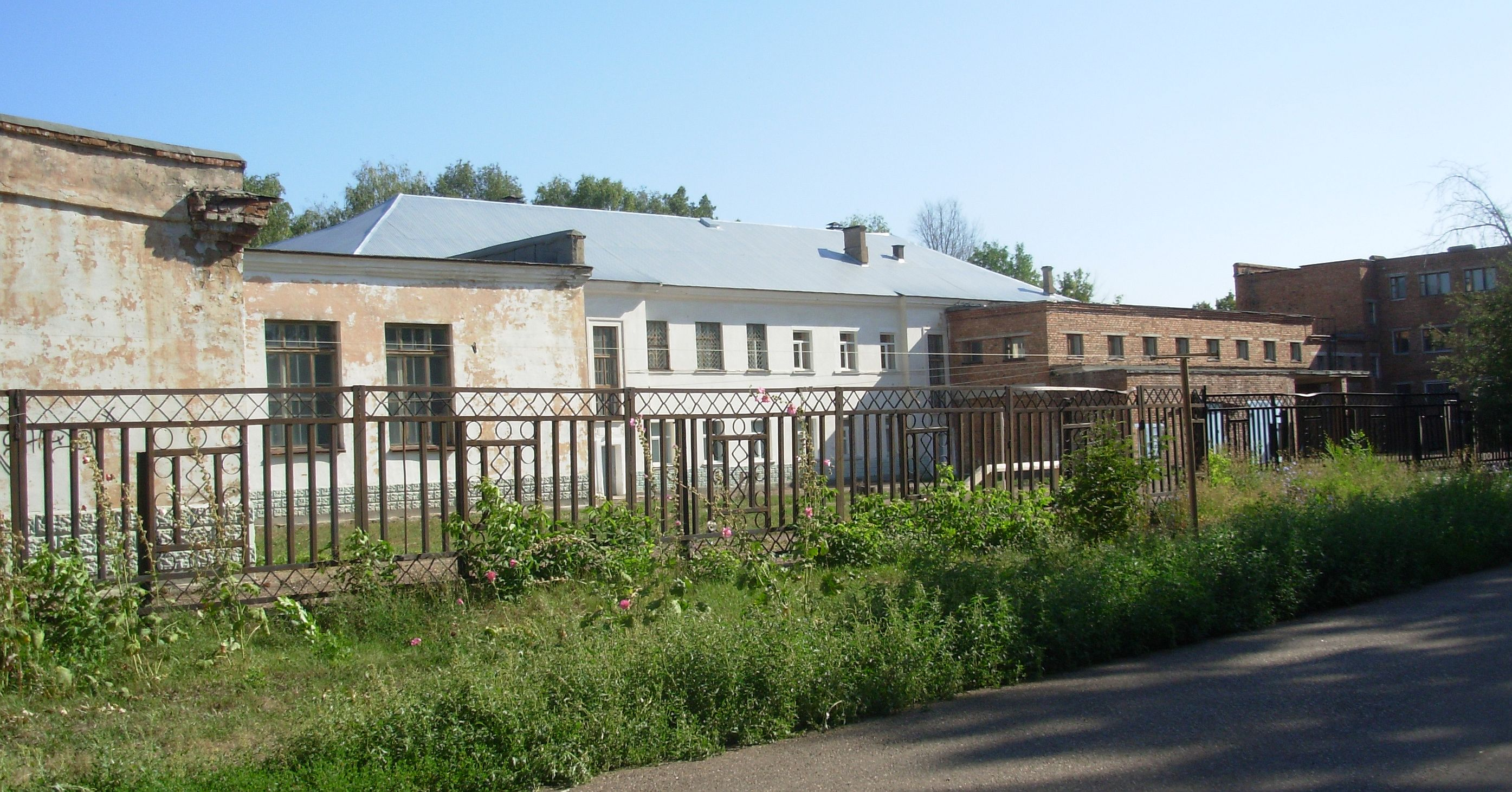
Двор гимназии № 1

В 2011 году МОУ «Гимназия № 1» по итогам работы вошла в национальный реестр «Ведущие образовательные учреждения России».
Директор школы, Л. В. Давыдова, является основным разработчиком программы развития системы образования города Салавата на 2008—2012 годы. С 3 апреля 2012 года она избрана председателем Совета городского округа город Салават Республики Башкортостан.